# Rajd Madery 2008
Rezultaty Rajdu Madery (49. Rali Vinho da Madeira 2008), eliminacji Intercontinental Rally Challenge w 2008 roku, który odbył się w dniach 1–2 sierpnia. Była to piąta runda IRC w tamtym roku oraz druga asfaltowa, a także siódma w mistrzostwach Europy. Bazą rajdu było miasto Funchal. Zwycięzcami rajdu została francuska załoga Nicolas Vouilloz i Nicolas Klinger jadąca Peugeotem 207 S2000. Wyprzedzili oni Włochów Giandomenico Basso i Mitię Dottę we Fiacie Abarth Grande Punto S2000 oraz Portugalczyków Alexandre Camacho i Pedro Calado w Peugeocie 207 S2000.
Rajdu nie ukończyło 22 kierowców. Odpadli z niego między innymi: Francuz Brice Tirabassi (Peugeot 207 S2000, awaria układu elektrycznego na 5. oesie), Włoch Alessandro Proh (Mitsubishi Lancer Evo IX, na 6. oesie) i Portugalczyk Ricardo Moura (Mitsubishi Lancer Evo VIII, na 5. oesie).

## Klasyfikacja ostateczna
| Miejsce                                           | Zawodnik                                          | Pilot                                             | Samochód                                          | Czas                                              | Strata                                            | Punkty                                            |
| Klasyfikacja generalna i IRC (punktowane pozycje) | Klasyfikacja generalna i IRC (punktowane pozycje) | Klasyfikacja generalna i IRC (punktowane pozycje) | Klasyfikacja generalna i IRC (punktowane pozycje) | Klasyfikacja generalna i IRC (punktowane pozycje) | Klasyfikacja generalna i IRC (punktowane pozycje) | Klasyfikacja generalna i IRC (punktowane pozycje) |
| ------------------------------------------------- | ------------------------------------------------- | ------------------------------------------------- | ------------------------------------------------- | ------------------------------------------------- | ------------------------------------------------- | ------------------------------------------------- |
| 1.                                                | Nicolas Vouilloz                                  | Nicolas Klinger                                   | Peugeot 207 S2000                                 | 3:05:14.8                                         |                                                   | 10                                                |
| 2.                                                | Giandomenico Basso                                | Mitia Dotta                                       | Fiat Abarth Grande Punto S2000                    | 3:05:20.2                                         | +5.4                                              | 8                                                 |
| 3.                                                | Alexandre Camacho                                 | Pedro Calado                                      | Fiat Abarth Grande Punto S2000                    | 3:05:22.8                                         | +8.0                                              | 6                                                 |
| 4.                                                | Renato Travaglia                                  | Lorenzo Granai                                    | Fiat Abarth Grande Punto S2000                    | 3:05:56.0                                         | +41.2                                             | 5                                                 |
| 5.                                                | Luca Rossetti                                     | Matteo Chiarcossi                                 | Peugeot 207 S2000                                 | 3:06:17.3                                         | +1:02.5                                           | 4                                                 |
| 6.                                                | Freddy Loix                                       | Robin Buysmans                                    | Peugeot 207 S2000                                 | 3:06:23.5                                         | +1:08.7                                           | 3                                                 |
| 7.                                                | Umberto Scandola                                  | Guido D’Amore                                     | Fiat Abarth Grande Punto S2000                    | 3:07:43.4                                         | +2:28.6                                           | 2                                                 |
| 8.                                                | Bruno Magalhães                                   | Carlos Magalhães                                  | Peugeot 207 S2000                                 | 3:08:18.0                                         | +3:03.2                                           | 1                                                 |
| Mistrzostwa Europy                                |                                                   |                                                   |                                                   |                                                   |                                                   |                                                   |
| 1. (2.)                                           | Giandomenico Basso                                | Mitia Dotta                                       | Fiat Abarth Grande Punto S2000                    | 3:05:20.2                                         |                                                   | 15                                                |
| 2. (4.)                                           | Renato Travaglia                                  | Lorenzo Granai                                    | Fiat Abarth Grande Punto S2000                    | 3:05:56.0                                         | +35.8                                             | 13                                                |
| 3. (5.)                                           | Luca Rossetti                                     | Matteo Chiarcossi                                 | Peugeot 207 S2000                                 | 3:06:17.3                                         | +57.1                                             | 8                                                 |
| 4. (10.)                                          | Michał Sołowow                                    | Maciej Baran                                      | Peugeot 207 S2000                                 | 3:11:06.8                                         | +5:46.6                                           |                                                   |
| 5. (11.)                                          | Volkan Isik                                       | Kaan Özsenler                                     | Fiat Abarth Grande Punto S2000                    | 3:11:33.9                                         | +6:13.7                                           |                                                   |
| 6. (21.)                                          | Luca Betti                                        | Maurizio Barone                                   | Peugeot 207 S2000                                 | 3:20:11.4                                         | +14:51.2                                          |                                                   |

## Zwycięzcy odcinków specjalnych
| Dzień      | Odcinek | G. rozp. | Nazwa               | Długość | Zwycięzca                            | Czas    | Lider rajdu        |
| ---------- | ------- | -------- | ------------------- | ------- | ------------------------------------ | ------- | ------------------ |
| 1 (31 LIP) | SS1     | 19:30    | Avenida Do Mar      | 2.18km  | Nicolas Vouilloz                     | 1:33.3  | Nicolas Vouilloz   |
| 2 (1 SIE)  | SS2     | 09:01    | Campo de Golf 1     | 15.91km | Giandomenico Basso                   | 9:55.1  | Bruno Magalhães    |
| 2 (1 SIE)  | SS3     | 09:39    | Terreiros 1         | 21.74km | Giandomenico Basso                   | 13:34.4 | Bruno Magalhães    |
| 2 (1 SIE)  | SS4     | 11:24    | Campo de Golf 2     | 15.91km | Bruno Magalhães                      | 9:51.3  | Bruno Magalhães    |
| 2 (1 SIE)  | SS5     | 12:02    | Terreiros 2         | 21.74km | Giandomenico Basso                   | 13:29.7 | Giandomenico Basso |
| 2 (1 SIE)  | SS6     | 13:42    | Serra D´Água 1      | 11.47km | Alexandre Camacho                    | 7:09.0  | Bruno Magalhães    |
| 2 (1 SIE)  | SS7     | 14:18    | Boaventura 1        | 10.77km | Bruno Magalhães                      | 6:33.1  | Bruno Magalhães    |
| 2 (1 SIE)  | SS8     | 14:44    | Cidade de Santana 1 | 13.85km | Alexandre Camacho                    | 8:51.1  | Bruno Magalhães    |
| 2 (1 SIE)  | SS9     | 15:19    | Referta 1           | 14.17km | Bruno Magalhães                      | 9:45.6  | Bruno Magalhães    |
| 2 (1 SIE)  | SS10    | 17:02    | Serra D´Água 2      | 11.47km | Nicolas Vouilloz                     | 7:07.6  | Bruno Magalhães    |
| 2 (1 SIE)  | SS11    | 17:38    | Boaventura 2        | 10.77km | Bruno Magalhães                      | 6:29.5  | Bruno Magalhães    |
| 2 (1 SIE)  | SS12    | 18:04    | Cidade de Santana 2 | 13.85km | Freddy Loix                          | 8:43.8  | Nicolas Vouilloz   |
| 2 (1 SIE)  | SS13    | 18:39    | Referta 2           | 14.17km | Nicolas Vouilloz                     | 9:43.6  | Nicolas Vouilloz   |
| 3 (2 SIE)  | SS14    | 09:10    | Paúl 1              | 10.75km | Bruno Magalhães                      | 7:05.6  | Nicolas Vouilloz   |
| 3 (2 SIE)  | SS15    | 10:00    | Ponta do Pargo 1    | 13.12km | Giandomenico Basso Bruno Magalhães   | 8:08.9  | Nicolas Vouilloz   |
| 3 (2 SIE)  | SS16    | 10:47    | Rosário 1           | 11.47km | Giandomenico Basso                   | 7:07.0  | Nicolas Vouilloz   |
| 3 (2 SIE)  | SS17    | 11:45    | Chão da Lagoa 1     | 21.74km | Giandomenico Basso                   | 13:33.4 | Nicolas Vouilloz   |
| 3 (2 SIE)  | SS18    | 13:47    | Paúl 2              | 10.75km | Nicolas Vouilloz                     | 7:04.5  | Nicolas Vouilloz   |
| 3 (2 SIE)  | SS19    | 14:37    | Ponta do Pargo 2    | 13.12km | Giandomenico Basso Alexandre Camacho | 7:55.9  | Nicolas Vouilloz   |
| 3 (2 SIE)  | SS20    | 15:24    | Rosário 2           | 11.47km | Giandomenico Basso                   | 7:08.4  | Nicolas Vouilloz   |
| 3 (2 SIE)  | SS21    | 16:22    | Chão da Lagoa 2     | 21.74km | Giandomenico Basso                   | 13:31.1 | Nicolas Vouilloz   |